# SugarCity

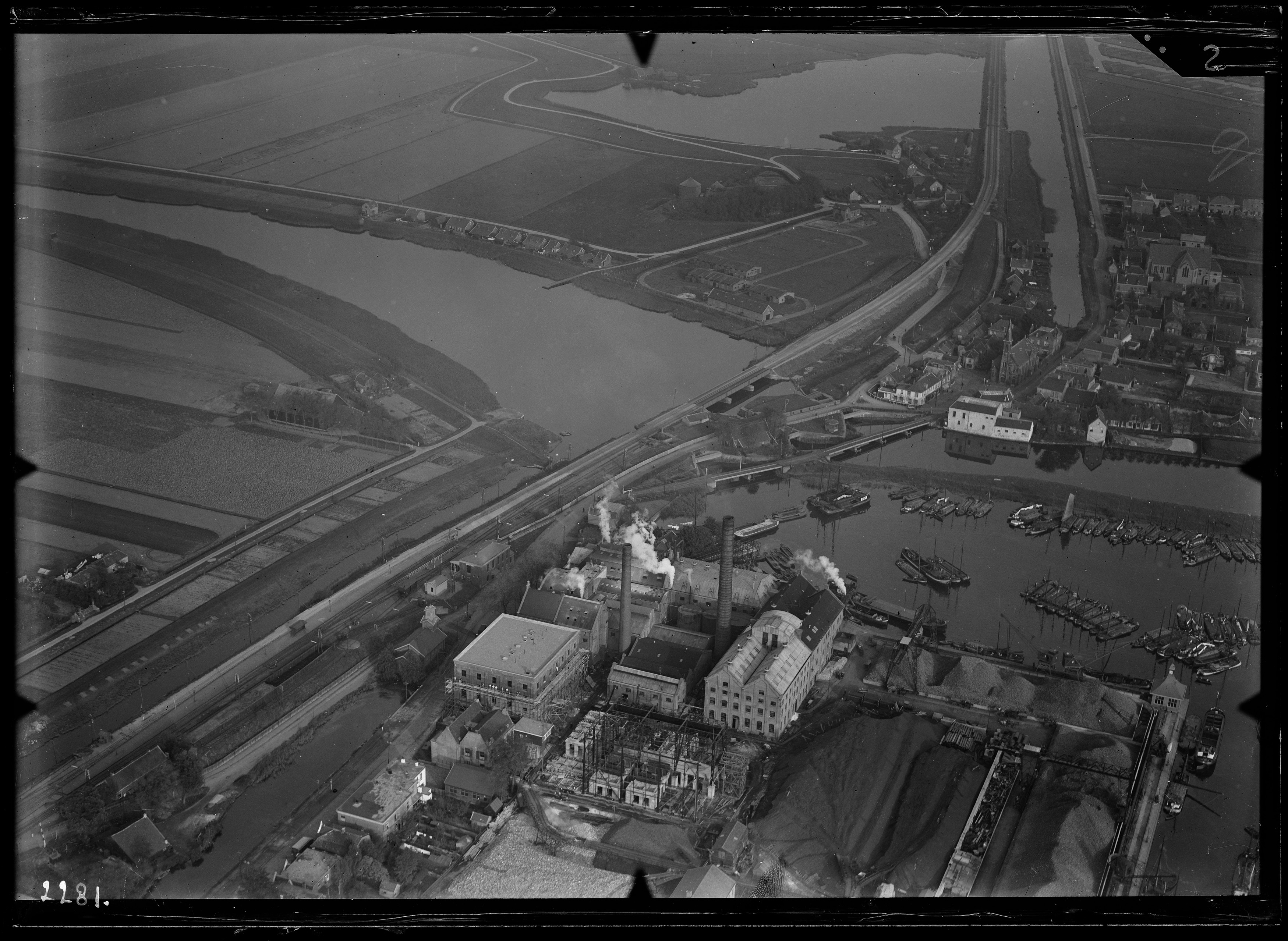
Luchtfoto van Halfweg met op de voorgrond de Suikerfabriek en in het midden de bruggen over de boezem van Rijnland. Vooraan de trambrug uit 1904, daarachter de sluizen en de spoorbrug; circa 1930.

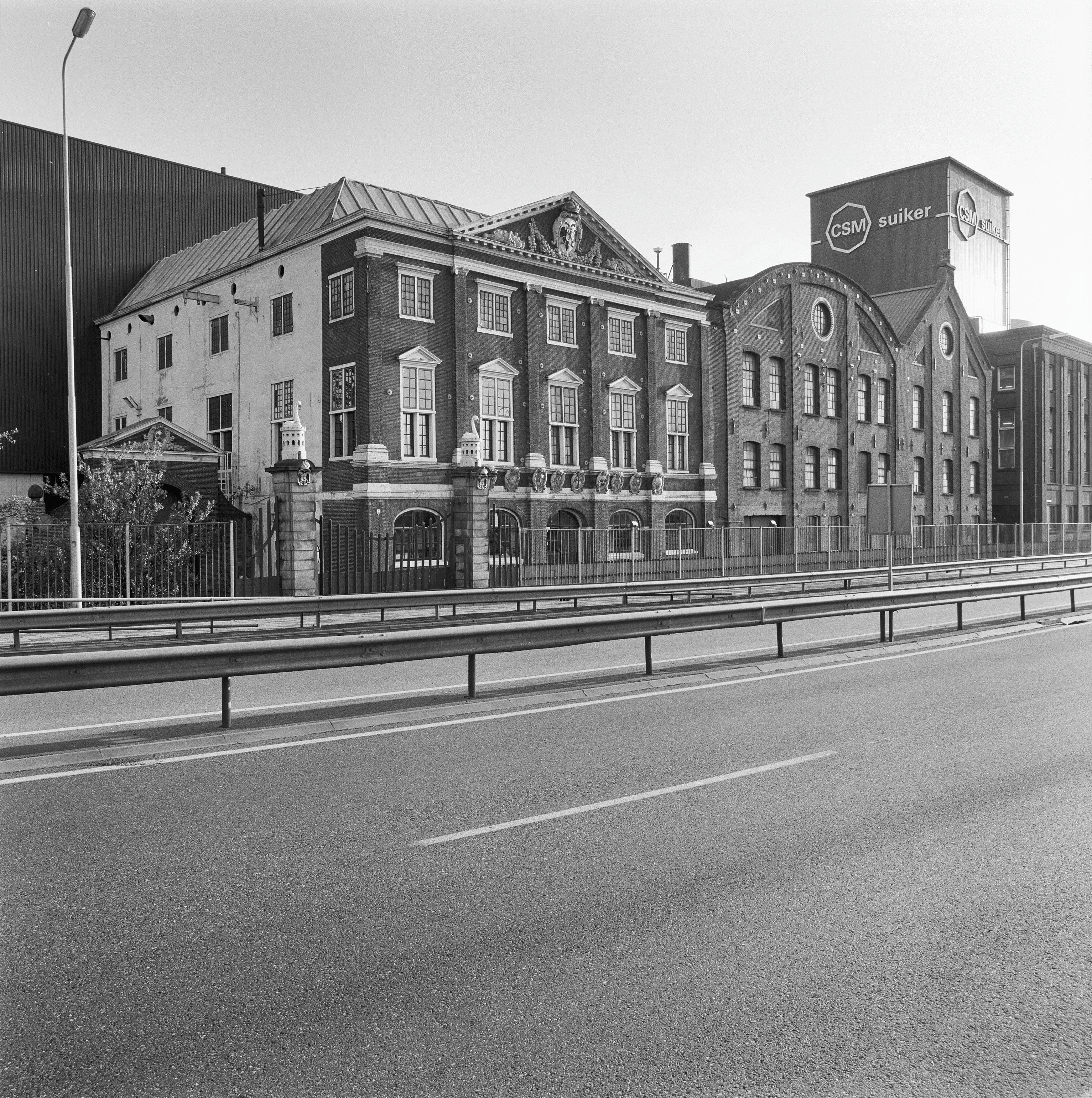
De fabrieksgebouwen van de Suikerfabriek langs de N200. Links het Gemeenlandshuis Swanenburg; 1986.

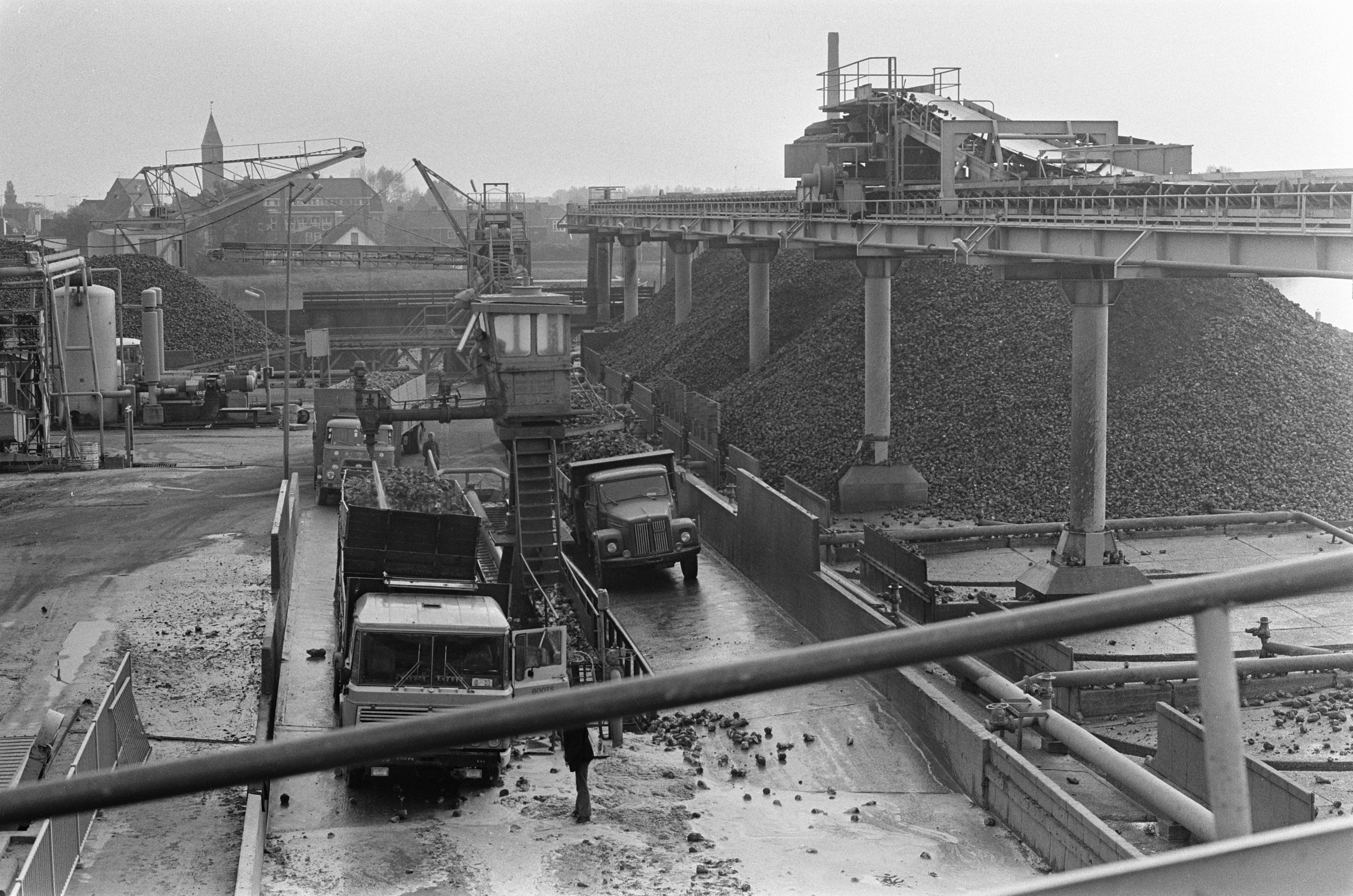
Suikerbietencampagne in volle gang bij CSM in Halfweg; een overzicht tijdens de verwerking van de bieten bij de CSM; 15 oktober 1974.

SugarCity is een terrein met een evenementenlocatie en kantoren in Halfweg in de gemeente Haarlemmermeer op het voormalige terrein van de CSM-suikerfabriek.
SugarCity is gelegen aan de Haarlemmerstraatweg ten westen van de dorpskern van Halfweg. Het terrein is 11 hectare groot en bevindt zich tussen de N200 en de Ringvaart van de Haarlemmermeerpolder.

## Geschiedenis
In 1863 werd in Halfweg de eerste suikerfabriek geopend. Na enkele jaren sloot deze suikerfabriek de deuren, waarop niet veel later de N.V. Suikerfabriek Holland er zich vestigde. De fabriek was gevestigd op het terrein waar onder andere het voormalige Gemeenlandshuis Swanenburg, dat tegenover het oude station Halfweg staat, vlak bij het oude sluizencomplex dat de verbinding vormde tussen het boezemwater van Rijnland en het IJ.
In 1919 werd de Suikerfabriek Holland ondergebracht in de Centrale Suiker Maatschappij. Zo ontstond de naam CSM-terrein. De onderneming was een fusie tussen de NV Wester Suikerraffinaderij, NV "Hollandia", de ASMij, en CV Van Loon & Co. De fusie omvatte de 17 particuliere suikerfabrieken die nog over waren van de 28 die in 1910 nog bestonden.
De Suikerfabriek was gedurende zijn bestaan een belangrijke werkgever in Halfweg en omgeving. Tijdens de bietencampagne in het najaar was er in en om de fabriek een grote drukte van schepen en voertuigen die de bieten uit de omliggende polders aanvoerden. Tot 1950 stonden de suikerverdampingsketels in het huis 'Swanenburg'. Nadat de Flevopolder was drooggelegd nam de toevoer van suikerbieten toe. Dit was aanleiding voor de bouw van de twee suikersilo's.
Vanaf het midden van de jaren 1970 groeide CSM uit tot een groot concern. De suikeractiviteiten werden minder belangrijk. Hierdoor, en door schaalvergroting, verminderde het aantal suikerfabrieken. In 1992 werd de fabriek in Halfweg gesloten. Door de sluiting kwam ongeveer 110.000 m² grondoppervlak vrij voor herbestemming. In 2000 werd het terrein verkocht aan een projectontwikkelaar.

## Gebouwen
SugarCity is als gebied historisch waardevol en geldt als industrieel erfgoed. De kern bestaat uit twee bijzondere cultuurhistorische monumenten, het Gemeenlandshuis Swanenburg, ontworpen door Pieter Post (1645) en het sinds 1863 gegroeide fabriekscomplex. Opmerkelijk is dat het Gemeenlandshuis Swanenburg tot 1950 deel uitmaakte van het productieproces: de verdampingsketels stonden hier opgesteld. In 2007 is SugarCity opgenomen in de HollandRoute van de Europese Route voor Industrieel Erfgoed (ERIH).

### Suikersilo's
De twee silo's van de suikerfabriek, waar vroeger de suiker in werd opgeslagen, zijn verbouwd tot moderne kantoor- en showruimtes. De twee vijftig meter hoge suikersilo's vormen, samen met de kalkoven, de landmarks van SugarCity. De silo's zijn aan de buitenkant bekleed met metalen panelen met daarop gekleurde lampen, die in de avonduren een lichtshow geven op de twee torens.

### Fabriek
De voormalige fabriek wordt gebruikt als evenementenlocatie onder de naam SugarFactory. Er zijn ook kantoren in gevestigd.

### Loods
In 2020 is op het terrein van de suikerfabriek een factory outlet center genaamd Amsterdam The Style Outlets gevestigd. Om de bouw hiervan mogelijk te maken werd in 2018 de puntloods achter op het terrein aan de Ringvaart van de Haarlemmermeer verkocht en gedemonteerd. De loods uit 1980, had een oppervlakte van 4.000 m² en een nokhoogte van 23 m. De kolomvrije loods werd door de suikerfabriek gebruikt voor het opslaan van pulp, een restproduct van de suikerbiet, dat werd verwerkt tot veevoer.

## Trivia
In 1981 werd op het terrein de televisieserie De Fabriek opgenomen.
Vanaf 2010 startte de exploitatie en ontwikkeling van de evenementenlocatie in de voormalige fabriek.
In 2015 werden op het terrein en in de voormalige fabrieksgebouwen opnames gemaakt voor het vierde seizoen van Penoza. Ook werden in dat jaar The Battles en The Knockouts van The Voice of Holland & The Voice Kids opgenomen. In 2016 zijn wederom opnames gemaakt voor The Voice of Holland. Ook is de locatie onder andere te zien in televisieseries als Moordvrouw, Galileo, Vlucht HS13 en The Next Boy/Girl Band. Daarnaast vinden er (besloten) evenementen plaats en diverse opnames voor commercials en promotievideo's.

## Bereikbaarheid
De N200 en de snelfietsroute F200 loopt langs het terrein.
In 2012 is een brug voor fietsers en voetgangers over de Ringvaart tussen SugarCity en het dorp Zwanenburg voltooid, de Bietenbrug. In december 2012 werden deze brug en het nabij gelegen station Halfweg-Zwanenburg in gebruik genomen.
Sinds begin 2017 zijn er nieuwe bezoekadressen op het terrein, waaronder de Kristalpromenade en de Bietenboulevard.
In 2018 werd er begonnen met de herinrichting van de N200 in het kader van 'De Nieuwe N200', en in 2019 werd begonnen met het vervangen van de Boezembrug over het Zijkanaal F die vlak bij het terrein ligt.